# SOS
SOS este cea mai frecvent utilizată descriere internațională în codul Morse a unui semnal de alarmă:
(· · · — — — · · ·)
Acest semnal a fost adoptat pentru prima oară de către Guvernul German în aprilie 1905, și a devenit standardul la nivel mondial în cadrul celei de a doua Convenții Internaționale Radiotelegrafice, care a fost semnată la 03 noiembrie 1906 și a intrat în vigoare la 1 iulie 1908. 
SOS a rămas principalul semnal radio maritim de primejdie până în 1999, când a fost înlocuit de Sistemul Global Maritimă de  Siguranță. Cu acest nou sistem, semnalul SOS a devenit ilegal pentru o navă pentru a semnala faptul că ea este în primejdie în codul Morse. Totuși, semnalul SOS este încă recunoscut ca un semnal de alarmă vizual.
De la început, semnalul de alarmă SOS a constat într-o succesiune continuă de trei puncte, trei linii, trei puncte (fără spații), care în codul Morse înseamnă "SOS". Cel mai uzual mod de a-l scrie este:  SOS. 
În utilizarea populară, SOS a devenit asociat cu acronimul unor expresii cum ar fi Save Our Ship („Salvați nava noastră”), Save Our Souls („Salvați sufletele noastre”), sau Send Out Succour („Trimiteți ajutor”). SOS este singurul semnal format din 9 elemente în cod Morse, făcându-l mai ușor de recunoscut, celelalte simboluri folosind cel mult 8 elemente.

## Formalizare
Utilizarea semnalului SOS a fost introdusă pentru prima dată în Germania, ca parte a unui set de reglementări naționale de radio, începând cu 1 aprilie 1905. Aceste reglementări au introdus trei noi secvențe de cod Morse, inclusiv semnalul de primejdie SOS.
În anul 1906, la a doua Convenție Internațională Radiotelegrafică de la Berlin, o colecție extinsă de reglementări de serviciu a fost dezvoltată pentru a completa acordul principal, care a fost semnat la 3 noiembrie 1906, devenind efectiv la 1 iulie 1908. Articolul XVI din regulamente a adoptat semnalul german Notzeichen (semnal de alarmă) ca standard international, citind: "Navele aflate în dificultate trebuie să utilizeze semnalul următor: · · · — — — · · ·  repetate la intervale scurte ".
Prima navă care a transmis un apel de primejdie SOS a fost Slavonia la 10 iunie 1909, în conformitate cu articolul "Notable Achievements of Wireless" (Realizări notabile fără fir) în septembrie, 1910 din revista 'Modern Electrics. Cu toate acestea, a existat o oarecare rezistenta printre operatorii Marconi la adoptarea nou semnal, și, abia în aprilie, 1912 scufundarea navei Titanic, operatorii navei au folosit concomitent apeluri de alarmă CQD și SOS. Cu toate acestea, din motive de siguranță pe apă, utilizarea de CQD pare să fi dispărut din acest moment.
La 1 aprilie 1905 în Germania, iar din 1 aprilie 1906 pe plan internațional, semnalul de primejdie a fost specificat ca o secvență continuă de cod Morse de trei puncte/trei linii/trei puncte, fără nici o mențiune cu privire la orice echivalente alfabetice. Cu toate acestea, în codul Morse Internațional, aceste semne formează cuvântul "SOS". Un raport timpuriu al "Convenției Internaționale radio-telegrafice", în 12 ianuarie 1907 revista Electrical World a publicat că "Navele aflate în primejdie utilizează semnalul  special SOS la intervale scurte și repetate de timp." (În codul Morse american, care a fost folosit de mai multe nave de coastă din Statele Unite ale Americii în prima parte a secolului XX, trei linii au fost folosite pentru numeralul "5", astfel încât, în câteva cazuri a fost semnalul de primejdie informal denumite în continuare "S5S").
În contrast cu codul CQD, care a fost trimis sub forma a trei litere separate, cu spații între fiecare literă, apelul de alarmă SOS a fost întotdeauna transmis ca o secvență continuă de puncte și linii, nu ca litere individuale. Nu a fost nici o problemă, atâta timp cât operatorii erau conștienți de faptul că "SOS" a fost punct de vedere tehnic doar un mod convenabil pentru amintindu secvența corectă din totalul semnal de ajutor de nouă puncte și linii. În ultimii ani, numărul de simboluri speciale Morse a crescut. În scopul de a desemna secvența corectă de puncte și linii pentru un simbol special lung, practica standard este de a lista de caractere alfabetice care conțin aceleași puncte și linii în aceeași ordine, cu o bară deasupra secvenței de caractere pentru a indica că nu ar trebui să fie spații interne în transport. Astfel, în notația modernă, semnalul de primejdie devine  SOS . (În codul Morse internațional,  VTB ,  IJS  și  SMB , printre altele, ar fi, de asemenea, traduce corect secvența · · · — — — · · · ', dar în mod tradițional doar SOS este utilizat).
Acesta a fost, de asemenea, uneori, folosit ca un semnal de primejdie vizual, format din trei flash-uri scurte de lumină, trei lungi, trei  scurte, sau cu "SOS", scris în litere individuale. de exemplu, ștampilat într-un troian de zăpadă sau formate din busteni pe o plajă.Faptul că SOS poate fi citit partea din dreapta sus, precum și cu susul în jos a devenit important pentru recunoașterea vizuală, dacă este privit de sus.
Prima utilizare înregistrată a SOS ca un semnal de primejdie a fost de către vaporul cu aburi SS Arapahoe pe 11 august 1909.
 Semnalul a fost receptat de United Wireless Telegraph Company la Hatteras, North Carolina, și transmis mai departe la compania de care aparținea vaporul.

## Dezvoltări ulterioare
Avertismentul adițional și semnalele de primejdie au urmat după introducerea SOS. La 20 ianuarie 1914, la Convenția Internațională de la Londra privind siguranța vieții pe mare, a fost adoptat codul Morse TTT ( —  —  —), trei litere T (—) cu spații între ele încât să formeze trei litere pentru a nu se confunda cu litera O (— — —), ca "Semnal de siguranță", folosit pentru mesajele navelor "care implică siguranța de navigare și fiind un caracter de urgență." 
Odată cu dezvoltarea de emițătoare radio-audio, a fost nevoie de o frază de alarmă vorbită, și codul  "Mayday" a fost adoptat de către Convenția Internațională de Radio 1927 ca echivalent al SOS. Pentru TTT, semnalul audio echivalent este "Securité" pentru siguranța navigației. Este interesant de remarcat faptul că "Mayday" este în limba franceză "M'aidez (ajută-mă)" și că există un treilea apel de alarmă după "Sécurité": "Panne (franceză pentru"Alarmă "),"  "Pan" în limba engleză. 
În timpul celui de al Doilea Război Mondial, codurile suplimentare au fost folosite pentru a include detalii despre atacurile imediate de către navele inamice, în special în Bătălia Atlanticului (1939-1945). Semnalul SSS semnalizează "atacat de către submarine", în timp ce RRR avertizează un atac din partea unui participant la o incursiune de suprafață, QQQ - "atacat de către un participant la o incursiune de suprafață necunoscut" (de obicei, un crucișător auxiliar), și AAA indică un atac de aeronave. Ele au fost, de obicei, trimise în conjuncție cu codul de alarmă SOS. Toate aceste coduri mai târziu au trecut de la trei repetări de litere la patru repetări ("RRRR", etc).
Nici unul dintre aceste semnale nu au fost folosite pe cont propriu. Trimiterea SOS, precum și alte semnale de avertizare (TTT, XXX, etc), au folosit proceduri folosite similare. Acestea au fost urmate întotdeauna în mod corect. 
Aici este un exemplu de un semnal SOS; porțiunile din paranteze sunt doar o explicație.
„ SOS SOS SOS de (aceasta este) GBTT GBTT GBTT (indicativul de apel al QE2 repetat de 3 ori) Regina Elisabeta a doua (denumirea navei) PSN (poziția) 49.06.30 Nord, Vest 04.30.20. Echipajului navei ia foc, abandonarea (natura primejdiei) AR (sfârșitul transmisiunii) K (invitația de a răspunde).”
Nave și stațiile de coastă au nevoie în mod normal de liniște de două ori pe oră pentru a asculta semnale prioritare. Cu toate acestea, multe nave comerciale efectuate au doar unul sau doi operatori de radio, caz în care SOS nu pot fi audiate de către operatori în afara serviciului. 
În cele din urmă echipamentul a fost inventat pentru a convoca operatorii să apeleze o alarmă off-duty. Acest lucru a fost declanșat de către operatorul navei aflate în primejdie pentru a transmite douăsprezece linii lungi de patru durată secunde fiecare. Acestea au fost trimise înainte de apelul SOS. Dacă este posibil, are loc o scurtă întârziere înainte de transmiterea corectă SOS, în scopul ca operatorii să aibă timp pentru a ajunge la biroul lor de radio.